# Coloman Braun-Bogdan
Coloman Braun-Bogdan (n. 13 octombrie 1905, Arad, Austro-Ungaria – d. 15 martie 1983, Arad, România) a fost un fotbalist român, care a jucat pentru echipa națională de fotbal a României la Campionatul Mondial de Fotbal din 1938. Este primul antrenor din istoria cluburilor Steaua București și Dinamo București. A fost un mare colecționar de fanioane și insigne de fotbal.

## Cariera de fotbalist
Primul său club a fost A.M.E.F.A., o formație din Arad, orașul său natal. A evoluat la acest club de la vârsta de 10 ani și până la vârsta de 27 de ani, după care, în anul 1932, a plecat în Franța, evoluând doi ani la Racing Club de Calais. S-a întors în România, la Juventus București, actuala echipă-fanion a orașului Ploiești, Petrolul Ploiești. A evoluat pentru această echipă timp de șase ani, mai exact până în 1940, când s-a retras din fotbal. A fost selecționat la Campionatul Mondial din 1938, deoarece era unul din cei mai talentați mijlocași ai vremii, dar nu a fost folosit deloc la Turneul Final.

## Cariera de antrenor
Coloman Braun-Bogdan a luat în serios meseria antrenoratului. În anul 1933, când evolua pentru RC Calais (Calais este orașul francez care se află cel mai aproape de Anglia) a plecat în Albion, pentru a studia tainele meseriei pe care o dorea în urma retragerii din fotbal la Academia din Folkstone. În anul 1936, când a ajuns la Juventus București, a fost numit și antrenorul echipei. Până în 1936, a antrenat echipa bucureșteană, iar apoi, continuând să evolueze la aceasta, a antrenat în paralel formația Sportul Studențesc. În 1938 a devenit din nou antrenor la Juventus București, urmând ca, după retragerea sa din activitatea fotbalistică, să renunțe și la a mai antrena formația sa, devenind antrenorul formației Jiul Petroșani. 
În prealabil, Coloman Braun-Bogdan a urmat și cursurile Școlii de Fotbal ONEF. Pe timpul războiului, a rămas antrenorul Jiului, însă în 1945, odată cu finalizarea acestuia, a ajuns la Rapid București. A antrenat doi ani formația de sub Podul Grant, iar după acest moment din cariera sa de antrenor a devenit primul antrenor din istoria Stelei. A fost înlăturat de la cârma echipei deoarece ASA București s-a salvat cu greu de la retrogradare, dar și-a găsit repede o altă echipă, Dinamo București, echipă abia fondată. Nici la Dinamo nu a rezistat mai mult de un sezon, așa că a renunțat la antrenorat. 
Avea să revină asupra deciziei peste patru ani. A antrenat în trei etape UTA Arad, echipă cu care a reușit să câștige Liga 1 și Cupa României. A mai antrenat și Politehnica Timișoara, dar ultima echipă antrenată de el a fost UTA, în anul 1965 el retrăgându-se definitiv din antrenorat. 
A mai ocupat funcții în Federația Română de Fotbal. A decedat în anul 1983, la vârsta de 78 de ani. 
Este primul antrenor din istoria Stelei și a unei alte echipe bucureștene de prim-plan, Dinamo.
A antrenat consecutiv câțiva dintre granzii capitalei : Rapid, apoi Steaua și Dinamo.
A câștigat două trofee importante : Campionatul României și Cupa României.

## Palmares

### Antrenor
Sportul Studențesc București
- Divizia B: 1936–37[4]

Jiul Petroșani
- Divizia B: 1940–41[2]

UTA Arad
- Divizia A: 1954[6]
- Cupa României: 1953[7]